# Шова, Василий Владимирович
Васи́лий Влади́мирович Шо́ва (рум. Vasile Șova; род. 18 июля 1959, с. Красноармейское Хынчештский район, Молдавская ССР, СССР) — молдавский политический и государственный деятель.

## Биография
Василий Шова родился 18 июля 1959 года в селе Красноармейское Хынчештского района Молдавской ССР.

### Образование
Окончил судостроительное училище в Николаеве (Украина) и Молдавский государственный университет, по специальности — право.

### Профессиональная деятельность
- В 1979—1983 гг. работал монтажником Кишинёвского строительного управления N2.
- В 1983—1988 гг. работал в Министерстве внутренних дел на различных должностях среднего командного состава.
- В 1988—1990 гг. — первый секретарь районного[где?] ЛКСММ.
- В 1990—1994 гг. — депутат Парламента Республики Молдова, член парламентской Комиссии по проблемам борьбы с преступностью.
- В 1994—1995 гг. — начальник отдела, заместитель начальника управления СНГ Министерства иностранных дел.
- В 1995—1998 гг. — заместитель министра иностранных дел.
- В 1998—2002 гг. — Чрезвычайный и полномочный посол Республики Молдова в Китайской Народной Республике.
- В 2002—2009 гг. — министр реинтеграции Республики Молдова.
- В 2009—2014 гг. — депутат Парламента Республики Молдова.
- В 2017—2019 гг. — советник Президента Республики Молдова в области реинтеграции.
- В 2019 г. — Заместитель премьер-министра Республики Молдова по реинтеграции.
- С 2019 года — советник Президента Республики Молдова в области политики и реинтеграции.

### Политическая деятельность
- На парламентских выборах 1994 года баллотировался в Парламент по спискам Избирательного блока «Социал-демократический блок», однако блок набрал всего 3,66 % голосов при необходимого избирательного порога в 4 % для блоков из двух партий, и Василий Шова депутатом не стал.
- На парламентских выборах 2005 года баллотировался в Парламент по спискам Партии коммунистов Республики Молдова, будучи под номером 75 в избирательном списке. В итоге он депутатом не стал и продолжил деятельность на посту министра реинтеграции Республики Молдова.
- На парламентских выборах в апреле 2009 года баллотировался в Парламент по спискам Партии коммунистов Республики Молдова, будучи под номером 73 в избирательном списке. В итоге он депутатом не стал и продолжил деятельность на посту министра реинтеграции Республики Молдова.
- На досрочных парламентских выборах в июле 2009 года баллотировался в Парламент по спискам Партии коммунистов Республики Молдова, будучи под номером 18 в избирательном списке, тем самым он стал депутатом.
- На досрочных парламентских выборах 2010 года баллотировался в Парламент по спискам Партии коммунистов Республики Молдова, будучи под номером 14 в избирательном списке, тем самым он стал депутатом.
- На парламентских выборах 2014 года баллотировался в Парламент по спискам Партии коммунистов Республики Молдова, будучи под номером 39 в избирательном списке. В итоге он депутатом не стал.

### Награды
- 22 августа 1996 года был награждён медалью «Meritul Civic»[1].
- 11 февраля 2009 года был награждён Орденом «Трудовая слава»[2].

### Семья
Женат, имеет двоих детей.